# Верхнеказаченский сельсовет
Верхнеказаченский сельсовет — сельское поселение в Задонском районе Липецкой области Российской Федерации.
Административный центр — село Верхнее Казачье.

## История
Статус и границы сельского поселения установлены Законом Липецкой области от 23 сентября 2004 года № 126-ОЗ «Об установлении границ муниципальных образований Липецкой области»

## Население
| 2010  | 2012  | 2013  | 2014  | 2015  | 2016  | 2017  |
| ----- | ----- | ----- | ----- | ----- | ----- | ----- |
| 2779  | ↘2746 | ↗2747 | ↗2796 | ↗2797 | ↘2788 | ↘2785 |
| 2018  | 2021  |       |       |       |       |       |
| ↘2774 | ↗2783 |       |       |       |       |       |

## Состав сельского поселения
| № | Населённый пункт | Тип населённого пункта       | Население |
| - | ---------------- | ---------------------------- | --------- |
| 1 | Верхнее Казачье  | село, административный центр | ↘412      |
| 2 | Нижнее Казачье   | село                         | ↘379      |
| 3 | Тешевка          | деревня                      | ↘460      |
| 4 | Тюнино           | село                         | ↗550      |
| 5 | Уткино           | село                         | ↘978      |